# Helicosporium indicum
Helicosporium indicum är en svampart som beskrevs av P.Rag. Rao & D. Rao 1964. Helicosporium indicum ingår i släktet Helicosporium och familjen Tubeufiaceae.   Inga underarter finns listade i Catalogue of Life.